# Coelioxys albociliata
Coelioxys albociliata là một loài Hymenoptera trong họ Megachilidae. Loài này được Pasteels mô tả khoa học năm 1968.